# Баталова, Рима Акбердиновна
Рима Акбердиновна Бата́лова (род. 1 января 1964, Шаранский район, БАССР, РСФСР, СССР) — российская паралимпийская легкоатлетка; 13-кратная чемпионка Паралимпийских игр в беге на дистанции от 100 до 5000 метров, 18-кратная чемпионка мира, 43-кратная чемпионка Европы. Заслуженный мастер спорта России. Депутат Государственной Думы Федерального Собрания Российской Федерации VIII созыва, член комитета Госдумы по физической культуре и спорту. Член фракции «Единая Россия».
Из-за вторжения России на Украину, находится под международными санкциями Евросоюза, США, Великобритании и ряда других стран

## Спорт
В школьном возрасте начала заниматься легкой атлетикой в секции инвалидов-спортсменов по зрению. Окончила Стерлитамакский техникум физической культуры (1988), Уральскую Академию физической культуры (1996). Воспитанница коллектива физической культуры Уфимского учебно-производственного предприятия Всероссийского общества слепых (ДСО «Спартак»).
С 1990 года тренировалась в школе Высшего спортивного мастерства Башкирии под руководством Петра Буйлова.
Баталова участвовала в составе сборных СССР, Объединённой команды и России в Паралимпийских играх в Сеуле (1988), Барселоне (1992), Атланте (1996), Сиднее (2000), Афинах (2004), Пекине (2008) и стала 13-кратной чемпионкой в беге на дистанциях 100, 200, 400, 800, 1500, 3000, 5000 м, серебряным (1992) и бронзовым (1998) призёром Паралимпийских игр.
18-кратная чемпионка мира, 43-кратная чемпионка Европы, многократная чемпионка СССР, России, Башкортостана.
18-кратная рекордсменка мира по беговым дисциплинам среди спортсменов-инвалидов по зрению.
Член Паралимпийской сборной СССР (1981—1991), России (1991—2011).
В течение 32 лет Рима Акбердиновна защищает на международных спортивных аренах честь СССР, России и Башкортостана.

## Общественная деятельность
Принимает активное участие в общественной жизни, способствует решению ключевых вопросов спортсменов-инвалидов Паралимпийского движения. Занимается пропагандой физической культуры и спорта, воспитанием подрастающего поколения и активно участвует в общественно-политической жизни России.
- Член Совета при Президенте России по физической культуре и спорту (2002—2006)
- Вице-президент Паралимпийского комитета России (2000)
- Учредитель «Регионального филиала Академии спортивного права по Республике Башкортостан» (2007)
- Член исполкома республиканской общественной организации «Возрождение» ассоциации Паралимпийского и Сурдлимпийского движения спортсменов с ограниченными физическими возможностями Республики Башкортостан (2007)
- Член организационного комитета XXII Олимпийских зимних игр (2009) и Паралимпийских зимних игр (2014) в г. Сочи
- Член Общественного Совета Приволжского федерального округа по развитию институтов гражданского общества (2010)
- Член Общественной палаты Республики Башкортостан (2010—2011)
- Председатель Правления Регионального общественного фонда Римы Баталовой «Молодость нации» Республики Башкортостан (2012)

В сентябре 2016 года избрана депутатом Государственной Думы от партии «Единая Россия».

## Законотворческая деятельность
С 2016 по 2021 год, в течение исполнения полномочий депутата Государственной Думы VII созыва, выступила соавтором 152 законодательных инициатив и поправок к проектам федеральных законов.
14.11.2023 на пленарном заседании по законопроекту «О честной цене» № 374521-8 (об указании стоимости за 1 кг товара) выступила инициатором отказа фракции «Единая Россия» в голосовании по данному вопросу, выкрикнув фразу «Не голосуем» (время 03:02:49 на записи заседания) и удалившись из зала, в результате чего он был не принят (не набрал кворум).

## Семья
Замужем, имеет дочь и двух внучек.

## Награды и звания
- Орден «За заслуги перед Отечеством» IV степени (6 апреля 2002) — за большой вклад в развитие физической культуры и спорта, высокие спортивные достижения на XI Параолимпийских играх 2000 года в Сиднее[9]
- Почётное звание «Заслуженный мастер спорта России»
- Значок «Отличник физической культуры и спорта» (15 января 2025)[10][11]
- Орден Почёта (3 декабря 1996) — за активное участие и высокие спортивные достижения в Х летних Параолимпийских играх 1996 года[12]
- Орден Дружбы (10 августа 2006) — за большой вклад в развитие физической культуры и спорта, высокие спортивные достижения на XII Параолимпийских играх в Афинах[13]
- Орден Дружбы (23 августа 2010) — за заслуги в развитии физической культуры и спорта и многолетнюю добросовестную работу[14]
- Орден «За личное мужество» (3 декабря 1992) — за достижение высоких спортивных результатов, мужество, самоотверженность и стойкость, проявленные во время проведения Параолимпийских игр инвалидов[15]
- Орден «За заслуги перед Республикой Башкортостан» (15 декабря 2000) — за высокие спортивные достижения на Олимпийских и Параолимпийских играх 2000 года, чемпионатах мира, Европы[16]
- Орден Салавата Юлаева (10 ноября 2004) — за высокие спортивные достижения[17]
- Почётный знак «Выдающийся спортсмен Республики Башкортостан» (1994)
- Почётный гражданин Уфы (2001) и Шаранского района Республики Башкортостан
- Награда «Фэйр плей» (1995)
- Благодарность Правительства Российской Федерации (20 августа 2015) — за заслуги в законотворческой деятельности и многолетний добросовестный труд[18]
- Благодарственное письмо Президента Республики Башкортостан (26 декабря 2013) — за большой вклад в развитие физической культуры и спорта в Республике Башкортостан